# M@M
M@M（エム・エム）は、日本の音楽ユニット。

## 概要・来歴
フジテレビのバラエティ番組『DAIBAクシン!!』にて、女性アイドルグループ・チェキッ娘のグループ内ユニットとして誕生した。チェキッ娘のメンバーのうち誰がM@Mのメンバーになるかはデビューまで秘密とされ、番組内で予想クイズが実施された。
1999年6月30日、SUPERCARのプロデュースによるシングル「Miss Entertainer」で東芝EMIよりCDデビュー。同年11月23日に明治大学生田祭へのゲスト出演をもって解散した。なお、チェキッ娘本体についてはユニット解散より前の11月3日をもってすでに解散している。

## メンバー
- 藤岡麻美
- 小林裕美

## 音楽
- Miss Entertainer （作詞: 石渡淳治、作曲: 中村弘二）
- Blue Star （作詞: PON、作曲: ZOM、編曲: ヒダテモトハラ&ザ*メロディースターズ）
  - （Miss Entertainerのカップリング曲）

いずれもチェキッ娘のアルバム『Best Memories』に収録。

## 出演
- 電リク!BEAT BOX（東京MXテレビ） - 1999年7月8日
- リズムBaby（TBSテレビ） - 1999年7月9日
- P-STOCK（フジテレビ） - 1999年7月9日
- BEAT BANG（テレビ東京） - 1999年7月15日（M@M）